# 灿烂千阳
《灿烂千阳》（英語：A Thousand Splendid Suns）由卡勒德·胡赛尼所作的第二本小说。本书英文原文版于2007年5月出版，由李继宏翻译的简体中文版于2007年8月19日亮相，台湾繁体中文版由李靜宜翻譯也于2013年上市。

## 劇情
15歲的瑪黎安與母親娜娜相依為命住在山區簡陋的小屋，她是女傭娜娜和富商扎裡勒的私生女。瑪黎安最大的心願就是和父親一起看電影過生日，沒想到母親自殺後，自己被迫嫁給一位喀布爾40歲的鰥夫鞋商拉希德。20年後，出身中產家庭、受過良好教養的15歲少女萊拉全家打算離開喀布爾。就在離開的前夕，火箭彈擊中了她與家人乘坐的汽車，父母雙亡，諸兄從容就義，她被拉希德救回家，為求生存不得不嫁給瑪黎安性情乖戾的丈夫。
兩個女人經歷了眾多的磨難，從最初的勢不兩立轉變成莫逆之交。萊拉生下了塔利格的女兒，又給拉希德生了個兒子。某一天，塔利格突然出現在萊拉家裡，萊拉此時才明白自己多年前陷入了一個大騙局。從兒子口中得知塔利格來過的拉希德，嫉怒交加，試圖掐死萊拉，瑪黎安用鏟子把拉希德打死。
隨後萊拉和瑪黎安計劃逃亡，然而臨走的時候，瑪黎安卻選擇了留下來承擔罪責。萊拉和塔利格踏上了新生活的道路，瑪黎安則在迦茲體育館被塔利班的黨羽槍決。後來，萊拉找到了瑪黎安曾經住過的泥屋，還看到了扎裡勒臨死之前寫給瑪黎安的信。
瑪黎安與萊拉儘管相差了19歲，對於愛和家庭的概念大不相同，但兩人的命運卻因為戰爭、喪親而交纏在一起。在共同歷經了丈夫的凌虐之後，她們不但情同姊妹，甚至更如同母女般相互依存，最後還扭轉了自己的人生道路。

## 電影
小說的電影版權為哥倫比亞電影公司所有，不過電影尚未開拍，電影劇本由史提夫札里安撰寫中，史考特魯汀將擔任製作人。

## 相关链接
- 胡赛尼新书《灿烂千阳》引进出版
- 《灿烂千阳》的Goodreads收录页（英文）
- 豆瓣读书上《灿烂千阳》的資料 （简体中文）